# Llau del Clot del Roure
La llau del Clot del Roure és una llau del terme municipal de Castell de Mur, dins de l'antic terme de Mur, al Pallars Jussà, en territori del poble de Vilamolat de Mur.
Es forma a l'Obaguet, al sud-est de Vilamolat de Mur, des d'on davalla cap a llevant. Recorre tot el Clot del Roure i s'aboca en el barranc de Rius a llevant de l'Arner de Petit i a ponent de la Collada de Rius.